# Philodromus keyserlingi
Philodromus keyserlingi är en spindelart som beskrevs av Marx 1890. Philodromus keyserlingi ingår i släktet Philodromus och familjen snabblöparspindlar. Inga underarter finns listade i Catalogue of Life.